# 카를로 콜로디

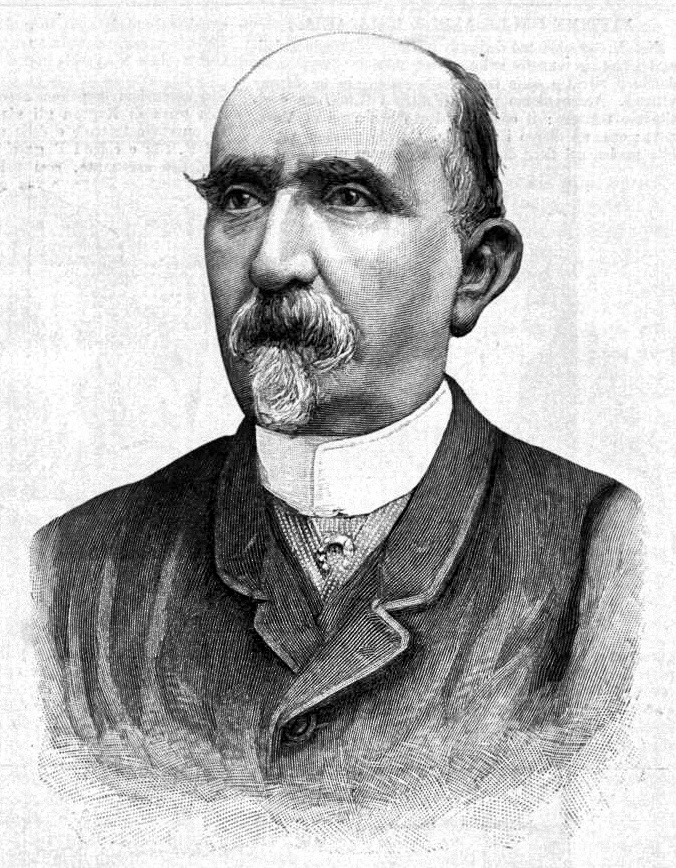
카를로 콜로디

카를로 로렌치니(이탈리아어: Carlo Lorenzini, 1826년 11월 24일 ~ 1890년 10월 26일)는 카를로 콜로디(Carlo Collodi, 문화어: 까를로 꼴로디)라는 필명으로 더 잘 알려진 이탈리아의 작가이다. 세계적으로 유명한 동화 《피노키오의 모험》의 작가로 알려져 있다.
예비역 이탈리아 육군 소령이기도 한 그는 현역 장교 시절 1848년부터 1860년까지 이탈리아 통일 전쟁에서 토스카나 대공국의 지원병으로 참전했다. 1857년 두 번째 독립전쟁에 참가하던 중 피렌체에 새로 생긴 일간지에 처음으로 콜로디라는 필명을 사용하기 시작했다. 그 뒤 피렌체에서 잡지, 신문의 기고가로서 활약했다. 콜로디라는 필명은 그의 모친이 출생한 장소 지명에서 유래되었다.

## 저서
- 눈과 코

- 피노키오
- 쟌네티노의 이탈리아 여행
- 유쾌한 이야기
- 붉은 털 아기 원숭이 피피 등